# Gottlieb Mueller
Gottlieb Mueller (Argóvia, 08 de janeiro de 1843 – Curitiba, 10 de julho de 1902) foi um empresário suíço, naturalizado brasileiro.
Em maio de 1979, foi homenageado com o título de Benemérito da Indústria do Paraná pela Federação das Indústrias do Estado do Paraná (FIEP). Além disso, foi criada uma escola de ensino de 1º grau em nome de Gottlieb Mueller na Vila Hauer em fevereiro do mesmo ano.